# Mericilerska reka
Mericilerska reka este o arie protejată (sit de importanță comunitară — SCI) din Bulgaria întinsă pe o suprafață de 397,29 ha, integral pe uscat.

## Localizare
Centrul sitului Mericilerska reka este situat la coordonatele 42°06′50″N 25°30′22″E / 42.114°N 25.506°E.

## Înființare
Situl Mericilerska reka a fost declarat sit de importanță comunitară în martie 2007 pentru a proteja 12 specii de animale.

## Biodiversitate
Situată în ecoregiunea continentală, aria protejată conține 3 habitate naturale: Pseudostepă cu ierburi și specii anuale de Thero-Brachypodietea, Păduri mixte riverane de Quercus robur, Ulmus laevis și Ulmus minor, Fraxinus excelsior sau Fraxinus angustifolia, de-a lungul marilor râuri (Ulmenion minoris), Galerii de Salix alba și de Populus alba.
La baza desemnării sitului se află mai multe specii protejate:
- amfibieni (2): buhai de baltă cu burta roșie (Bombina bombina), Triturus karelinii
- mamifere (3): vidră de râu (Lutra lutra), popândău (Spermophilus citellus), dihor pătat (Vormela peregusna)
- nevertebrate (2): rădașcă (Lucanus cervus), Unio crassus
- pești (1): boarță (Rhodeus amarus)
- reptile (4): Elaphe sauromates, țestoasa de baltă (Emys orbicularis), Testudo graeca, țestoasă bănățeană (Testudo hermanni)

Pe lângă speciile protejate, pe teritoriul sitului au mai fost identificate 4 specii de amfibieni, 4 specii de pești, 6 specii de reptile.